# Ебенезер Аннан
Ебенезер Аннан (англ. Ebenezer Annan, нар. 21 серпня 2002) — ганський футболіст, захисник сербського клубу «Црвена Звезда» та національної збірної Гани. Чемпіон Сербії та володар Кубка Сербії.

## Клубна кар'єра
Ебенезер Аннан народився 2002 року. У 2020 році Аннан розпочав грати за юнацьку команду італійського клубу «Болонья». У 2021 році футболіст розпочав грати в основній команді того ж клубу, проте за сезон провів лише 1 матч в основному складі клубу, і в 2022 році «Болонья» відправила ганського захисника в оренду до іншого італійського клубу «Імолезе», а в 2023 році до сербського клубу «Нові-Пазар».
Своєю грою за цю команду привернув увагу представників тренерського штабу клубу до складу якого приєднався на умовах оренди 2022 року. Відіграв за команду з Імоли наступний сезон своєї ігрової кар'єри. Більшість часу, проведеного у складі «Імолезе», був основним гравцем захисту команди.
У 2024 році Ебенезер Аннан на правах постійного контракту став гравцем сербського клубу «Црвена Звезда». Проте ганський футболіст не потрапляв до основного складу команди, і клуб відразу віддав гравця в піврічну оренду до іншого белградського клубу ОФК (Белград). Після повернення з оренди ганський захисник став грати в основному складі «Црвени Звезди», та в сезоні 2024—2025 років став у складі команди чемпіоном Сербії та володарем Кубка Сербії.

## Виступи за збірну
У 2024 році Ебенезер Аннан дебютував у складі національної збірної Гани. Станом на середину червня 2025 року зіграв у складі збірної 6 матчів, у яких забитими голами не відзначився.

## Титули і досягнення
- Чемпіон Сербії (1):

«Црвена Звезда»: 2024–2025
- Володар Кубка Сербії (1):

«Црвена Звезда»: 2024–2025